# Plodia
Genre
Plodia est un genre de lépidoptères (papillons) et de la famille des Pyralidae.

## Liste des espèces rencontrées en Europe
Une seule espèce, selon NCBI (3 nov. 2011) :
- Plodia interpunctella (Hübner, 1813)